# Byalihal, Lingsugur
Byalihal là một làng thuộc tehsil Lingsugur, huyện Raichur, bang Karnataka, Ấn Độ.